# Чивор
Чивор (исп. Chivor) — небольшой город и муниципалитет в центральной части Колумбии, на территории департамента Бояка. Входит в состав Восточной провинции.

## История
Поселение, из которого позднее вырос город, было основано в 1930 году. Муниципалитет Чивор был выделен в отдельную административную единицу в 1990 году.

## Географическое положение

Муниципалитет Чивор

Город расположен в южной части департамента, в гористой местности Восточной Кордильеры, к западу от реки Бата (бассейн реки Мета), на расстоянии приблизительно 68 километров к югу от города Тунха, административного центра департамента. Абсолютная высота — 1885 метров над уровнем моря.
Муниципалитет Чивор граничит на севере с территориями муниципалитетов Альмейда и Маканаль, на востоке — с муниципалитетом Санта-Мария, на западе — с муниципалитетом Гуаята, на юге — с территорией департамента Кундинамарка. Площадь муниципалитета составляет 108,36 км².

## Население
По данным Национального административного департамента статистики Колумбии, совокупная численность населения города и муниципалитета в 2015 году составляла 1795 человек.
Динамика численности населения муниципалитета по годам:
| 2005 | 2006 | 2007 | 2008 | 2009 | 2010 | 2011 | 2012 | 2013 | 2014 | 2015 |
| ---- | ---- | ---- | ---- | ---- | ---- | ---- | ---- | ---- | ---- | ---- |
| 2232 | 2190 | 2138 | 2102 | 2050 | 2006 | 1961 | 1915 | 1873 | 1841 | 1795 |

Согласно данным переписи 2005 года мужчины составляли 52,5 % от населения Чивора, женщины — соответственно 47,5 %. В расовом отношении белые и метисы составляли 99,9 % от населения города; негры, мулаты и райсальцы — 0,1 %.
Уровень грамотности среди всего населения составлял 86,2 %.

## Экономика
Основу экономики Чивора составляют сельское хозяйство и добыча полезных ископаемых (прежде всего изумрудов).

48,1 % от общего числа городских и муниципальных предприятий составляют предприятия сферы обслуживания, 41,5 % — предприятия торговой сферы, 10,4 % — промышленные предприятия.